# Helcogramma rharhabe
Helcogramma rharhabe es una especie de pez de la familia Tripterygiidae en el orden de los Perciformes.

## Morfología
• Los machos pueden llegar alcanzar los 3,7 cm de longitud total.

## Hábitat
Es un pez de mar y de clima tropical  que vive hasta los 3 m de profundidad.

## Distribución geográfica
Se encuentra desde Mozambique (Bazaruto) hasta Sudáfrica.